# Laceby
Laceby is een civil parish in het bestuurlijke gebied North East Lincolnshire, in het Engelse graafschap Lincolnshire met 3259 inwoners.

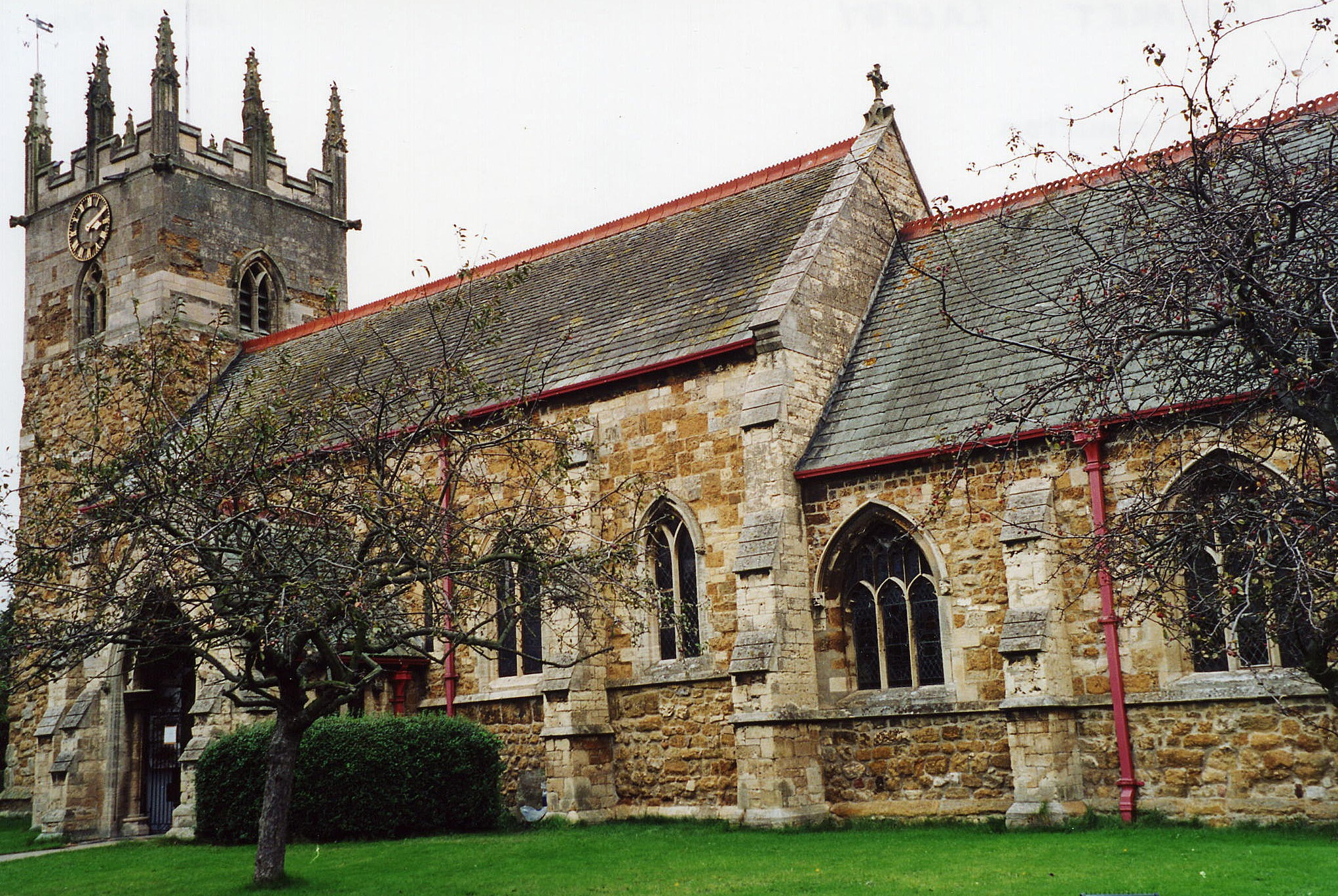
Kerk van St. Margaret
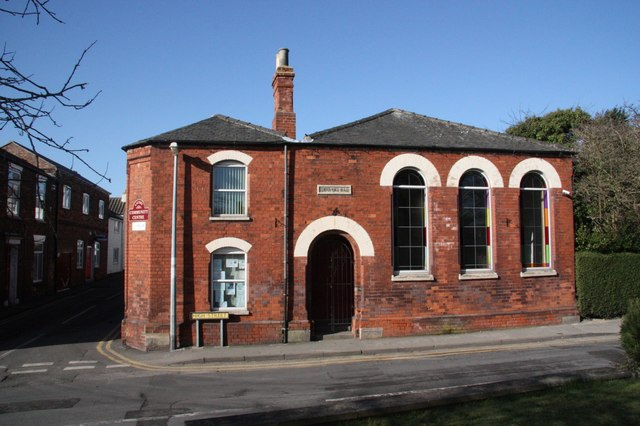
Temperance Hall